# Jack Pinoteau

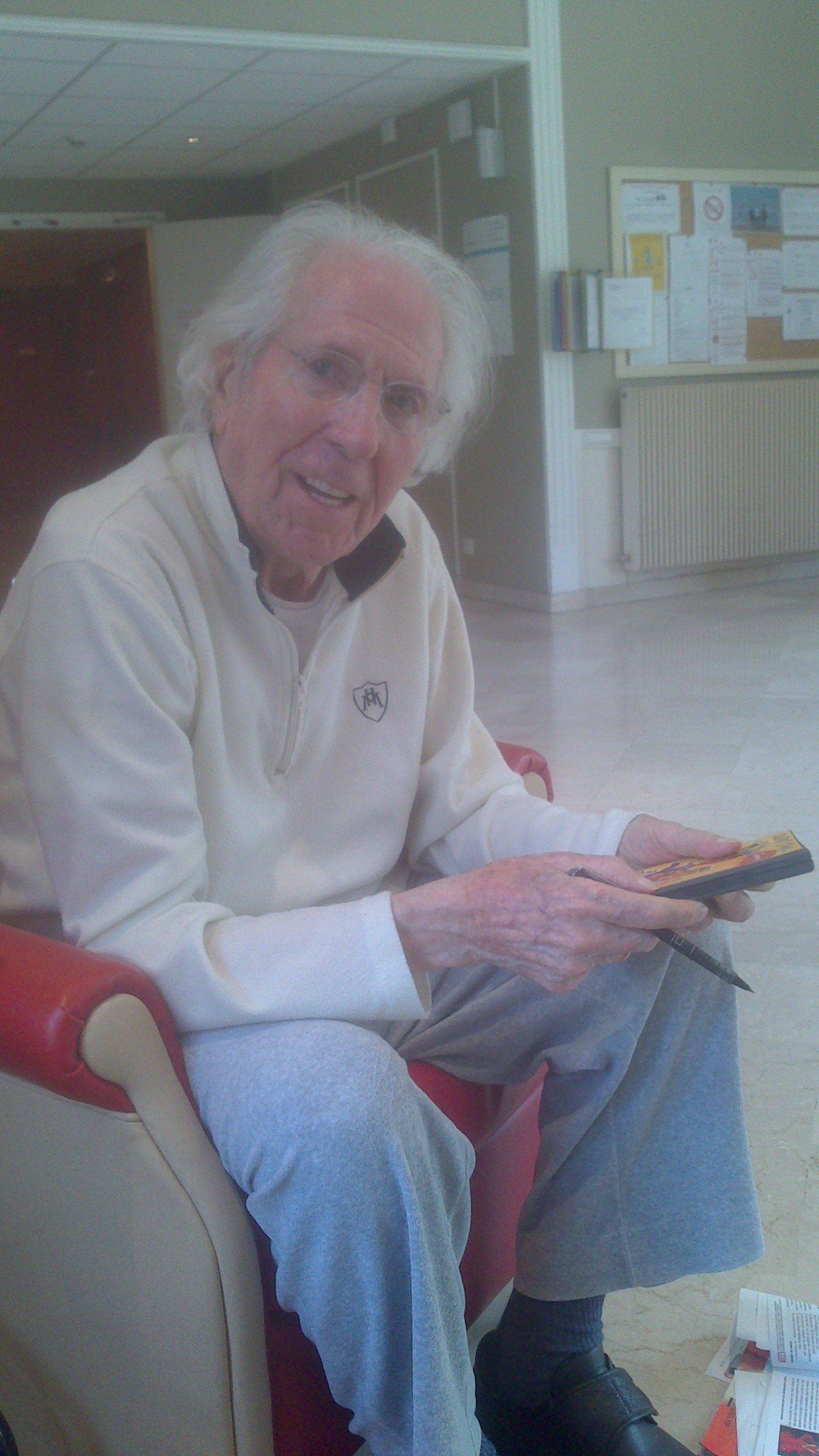
Jack Pinoteau, 2016

Jacques „Jack“ Pinoteau (* 20. September 1923 in Clairefontaine-en-Yvelines; † 6. April 2017 in Le Chesnay) war ein französischer Drehbuchautor und Filmregisseur. Er inszenierte mehrere Kinofilme, darunter Treffpunkt Paris, Anton, der Querschläger oder Caroline und die Männer über vierzig.

## Leben und Karriere
Jack (geboren als Jacques) Pinoteau kam 1923 im Département Yvelines zur Welt. Er war der ältere Bruder von Claude Pinoteau der ebenfalls Regisseur wurde und von Arlette Merry. Sein Vater Lucien Pinoteau arbeitete bereits beim französischen Filmunternehmen Pathé als Produktionsleiter.
Jack Pinoteau der bereits 1944 Erfahrungen als Kleindarsteller in Léo Joannons Filmdrama Le carrefour des enfants perdus vor der Kamera gesammelt hatte, startete seine eigentliche Filmkarriere 1948 als Regieassistent bei Regisseuren wie Marcel Blistène, Jean Stelli, Jacqueline Audry, Henri Lepage und Emil-Edwin Reinert, bevor er 1951 mit dem Kriegsdrama Treffpunkt Paris seinen ersten eigenen Film inszenierte. Die Hauptrolle spielte Michel Jourdan der auch das Drehbuch schrieb.
1957 drehte er die Filmkomödie Anton, der Querschläger in der Besetzung Darry Cowl, Béatrice Altariba und Pierre Mondy. Neben den Komödien-Spezialisten Philippe de Broca und Jean Girault trug er 1963 eine Episode zum Film Fünf Glückspilze bei. Es spielten François Périer, Mireille Darc, Darry Cowl, Pierre Mondy und Louis de Funès.
1965 entstand unter seiner Regie die Literaturverfilmung Caroline und die Männer über vierzig mit Dany Saval, Paul Meurisse, Paul Hubschmid und Michel Serrault in den Hauptrollen.
In den 1960er Jahren führte er auch bei Episoden namhafter französischer Fernsehserien Regie wie bei: Poly (1961), Die Globetrotter (1966) oder Eventuell hilft Fernandel (1967).

## Filmografie (Auswahl)

### Filmregisseur
- 1951: Treffpunkt Paris (Ils étaient cinq)
- 1954: Le grand pavois
- 1957: L’ami de la famille
- 1957: Anton, der Querschläger (Le triporteur)
- 1958: Chéri, fais-moi peur
- 1960: Robinson et le triporteur
- 1963: Fünf Glückspilze (Les veinards) (Segment Un gros lot)
- 1965: Caroline und die Männer über vierzig (Moi et les hommes de 40 ans)

### Drehbuchautor (Auswahl)
- 1957: Anton, der Querschläger (Le triporteur)
- 1958: Le sicilien
- 1960: Robinson et le triporteur
- 1963: Fünf Glückspilze (Les veinards) (Segment Un gros lot)
- 1965: Caroline und die Männer über vierzig (Moi et les hommes de 40 ans)